# Eurya decurrens
Eurya decurrens är en tvåhjärtbladig växtart som beskrevs av De Wit. Eurya decurrens ingår i släktet Eurya och familjen Pentaphylacaceae. Inga underarter finns listade i Catalogue of Life.